# Joseph-Napoléon Caron
Pour les articles homonymes, voir Caron.
Joseph-Napoléon Caron, né le 7 novembre 1896 à Louiseville et mort le 17 octobre 1970 à Trois-Rivières, est un homme politique québécois. Il est député unioniste de Maskinongé de 1936 à 1939.

## Biographie
Né à Louiseville, le 7 novembre 1896, fils de Ferdinand Caron, cultivateur, et de Joséphine Laflèche. Baptisé sous le prénom de Paul. Il fait ses études au Collège Saint-Louis à Louiseville, puis au St. Michael's Business College à Toronto. Suivit également des cours de perfectionnement dans les domaines de la pomoculture et de la viticulture à Oka de 1934 à 1936. Marchand et propriétaire d'une quincaillerie à Louiseville. Président de la Société d'agriculture du comté de Maskinongé. Échevin au conseil municipal de Louiseville en 1925. Élu député de l'Union nationale dans Maskinongé aux élections de 1936. Ne s'est pas représenté en 1939.
Mort à Trois-Rivières, le 17 octobre 1970, à l'âge de 73 ans et 11 mois. Inhumé dans le cimetière de Louiseville, le 21 octobre 1970. Avait épousé dans sa paroisse natale, le 29 octobre 1924, Ada Bussières, fille d'Adélard Bussières, marchand, et d'Annie Francoeur.